# Minami-Alps
Minami-Alps (南アルプス市?, Minami-arupusu-shi) è una città giapponese della prefettura di Yamanashi.

## Amministrazione

### Gemellaggi
- Dujiangyan
- Marshalltown
- Queanbeyan
- Winterset
- Ogasawara